# 儒格LCR左輪手槍
儒格LCR（英語：Ruger LCR；LRC全寫：Lightweight Compact Revolver，意為：輕量化緊湊型左輪手槍）是一款由美国槍械製造商斯特姆–儒格公司（英語：Sturm, Ruger）在2009年1月推出的緊湊型左輪手槍，視乎口徑而可發射.22 LR、.22溫徹斯特麥格農、.38 S&W特種彈、.357 S&W麥格農、9×19毫米魯格以及.327聯邦麥格農等手枪子彈。

## 概述
LCR結合了眾多新穎的特徵，例如聚合物製握把和扳機外殼、單片式機匣，以及恆力式扳機。LCR的重量為13.5盎司（382.72克），比不鏽鋼製造的SP101要輕便近50％。該左輪手槍只有槍管和溝槽式彈巢等受燃氣壓力的部件是由不鏽鋼所製成；底把則是由鋁合金為主體，並且以啞光黑色協同性硬塗層構成的合成玻璃填充聚合物作表面處理。LCR僅以雙動操作扳機操作，擊錘隱藏在底把握柄的火控外殼以內，而在擊發以前不能先行待擊。為了將扳機扣力減得更輕，它裝有用以減小摩擦的凸轮。（根據儒格官方網站：“.22 LR，.22麥格農和高膛壓.38特種彈型號的單片式底把是由航空等級7000系列鋁材所製成，而較強大的.357麥格農、9毫米魯格和.327聯邦麥格農型號則是由400系列不銹鋼材所製成。”）
LCR最初僅推出其.38特種彈口徑型。2010年6月，儒格推出了其.357 S&W麥格農口徑的LCR-357。隨著LCR的日益普及，2011年12月，儒格宣布了新型的儒格LCR 22，為八發彈藥容量的.22 LR口徑型號。2013年夏季，儒格推出了LCR的.22溫徹斯特麥格農（WMR）版本，彈巢具有六發容量。2014年秋季，儒格推出了五發式9毫米魯格口徑版本；一年以後又推出了六發式.327聯邦麥格農口徑型。
2013年12月，儒格宣布了LCRx衍生型，裝有外置式擊錘，從而可單動或雙動擊發。LCRx還具有LCR的所有其他功能，包括聚合物製握把、扳機外殼和溝槽式不鏽鋼製彈巢。2017年4月，LCRx的.357 S&W麥格農口徑的1.357英寸槍管版本，與.22 LR口徑型的3英寸槍管版本同時上市。2017年秋季，五發式9毫米魯格口徑和六發式.327麥格農口徑的1.87英寸槍管版本同時上市。

## 圖集

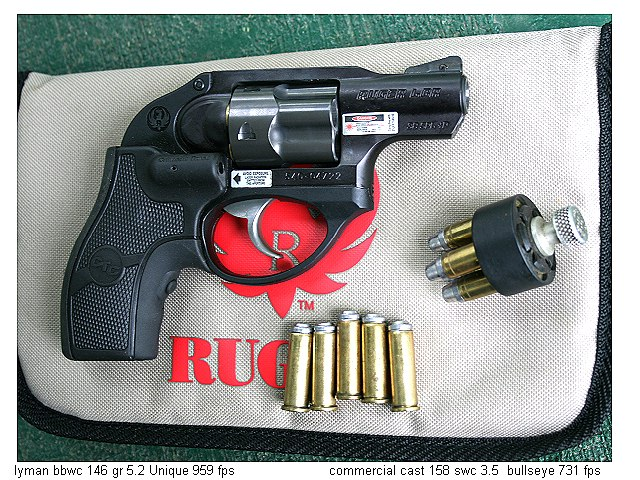
裝上了雷射瞄準握把的儒格LCR 38特種彈口徑型。
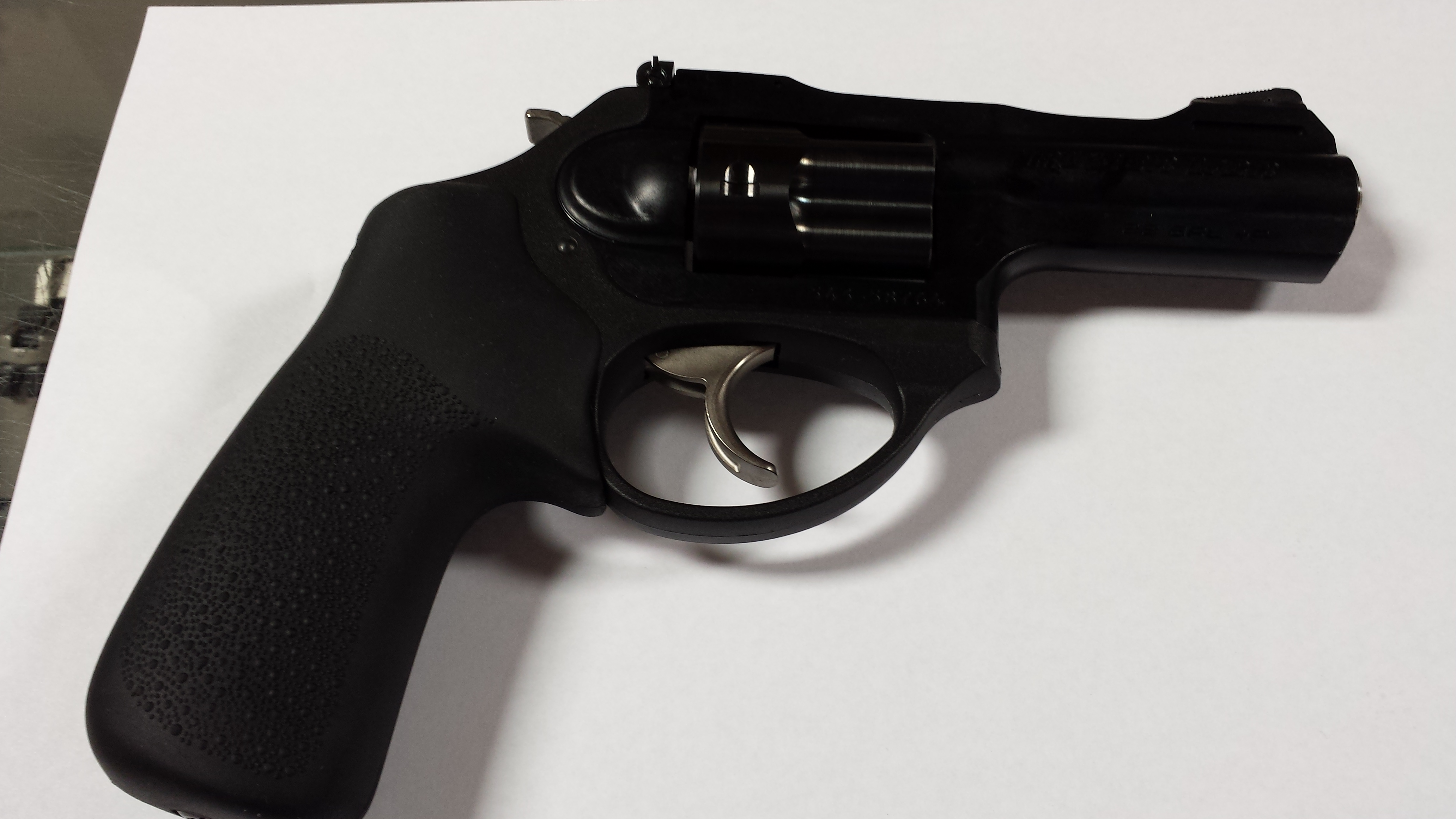
3英寸槍管的儒格LCRx。

## 資料來源
1. 1 2 3 4 5 6 7  . Sturm, Ruger & Co., Inc.   [21 March 2013]. （原始内容存档于2013-10-28）.
2. ↑  Peterson, Philip.  16th. : 246.
3. ↑  Denney, Steve. . Officer.com. April 9, 2009  [March 28, 2015]. （原始内容存档于2017-09-15）.
4. ↑  . Ruger.   [March 28, 2015]. （原始内容存档于2009-02-20）.
5. ↑  . Ruger.   [March 28, 2015]. （原始内容存档于2020-09-27）.
6. ↑  . Ruger.   [March 28, 2015]. （原始内容存档于2013-10-28）.
7. ↑  . Sturm, Ruger & Company, Inc. December 18, 2013  [March 2, 2015]. （原始内容存档于2019-08-09）.
8. ↑  . Sturm, Ruger & Company, Inc.   [March 2, 2015]. （原始内容存档于2015-12-26）.
9. ↑  . Ruger.   [March 28, 2015]. （原始内容存档于2020-11-12）.
10. ↑  . Ruger.   [March 28, 2015]. （原始内容存档于2020-09-24）.
11. ↑  . Sturm, Ruger & Company, Inc.   [December 20, 2017]. （原始内容存档于2020-11-11）.

## 外部連結
- （英文）—Ruger LCR official page （页面存档备份，存于）
- （英文）—Review of the Ruger LCR from American Rifleman （页面存档备份，存于）
- （英文）—Legend: Why Ruger's LCR Revolver Is A Gun Like No Other from The National Interest （页面存档备份，存于）
- （英文）—Home Defense: Ruger LCR .38 Special from Guns & Ammo （页面存档备份，存于）
- （英文）—Smith & Wesson J-frame Versus Ruger LCR from Lucky Gunner （页面存档备份，存于）
- YouTube.com—Shooting the Ruger LCR 38 Special +P Revolver "This Sucker Hurts" （页面存档备份，存于）